# Rhyacophila nakpo
Rhyacophila nakpo är en nattsländeart som beskrevs av Schmid 1970. Rhyacophila nakpo ingår i släktet Rhyacophila och familjen rovnattsländor. Inga underarter finns listade i Catalogue of Life.